# Zizeeria cheesmanae
Zizeeria cheesmanae är en fjärilsart som beskrevs av Riley 1929. Zizeeria cheesmanae ingår i släktet Zizeeria och familjen juvelvingar. Inga underarter finns listade i Catalogue of Life.